# Beleg van Pirna

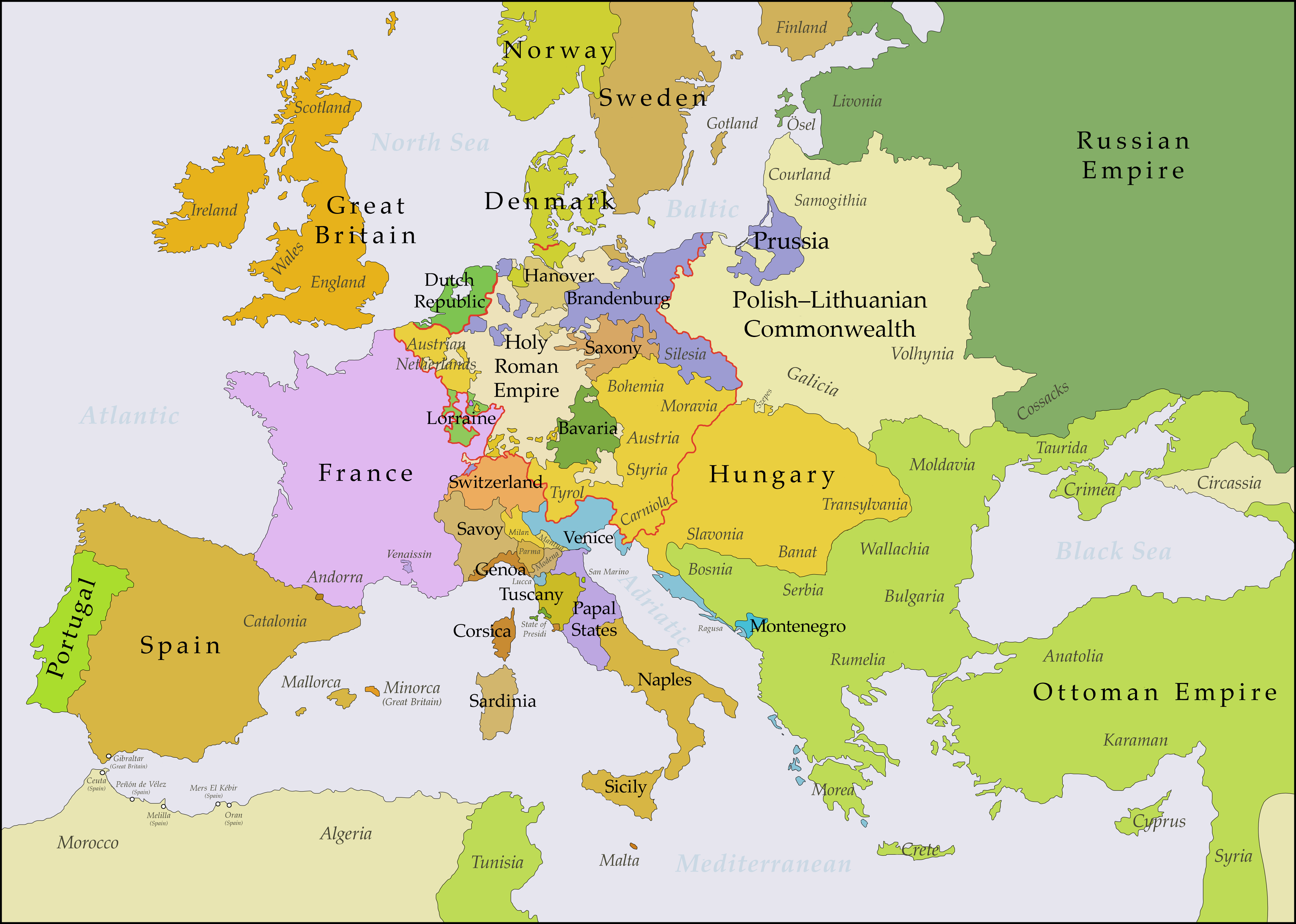
Kaart van Europa rond 1750

Het Beleg van Pirna vond plaats van 10 september tot 14 oktober 1756 en speelde zich af in Saksen tijdens de Derde Silezische Oorlog.

## Achtergrond
Frederik II van Pruisen, op de hoogte dat de Habsburgse monarchie Silezië kost wat kost terug wilde, ging zelf in de aanval. Op 29 augustus 1756 viel hij het keurvorstendom Saksen binnen en op 9 september veroverde hij de hoofdstad Dresden. Het Saksische leger trok zich terug in het fort van Pirna en wachtte op steun van het Habsburgse leger. 

## Verloop
Het Habsburgse leger onder leiding van Maximilian Ulysses Browne hield intussen de opmars van een ander deel van het Pruisische leger tegen ter hoogte van Lobositz. Na de veldslag vervolgde hij zijn weg met 8000 man naar Pirna. Intussen was Saksen in handen van de Pruisen en was keurvorst Frederik August II in hechtenis genomen, onderhandelingen werden opgestart. Op 14 oktober gaf Pirna zich over, nog voor dat generaal Browne kon ingrijpen. De Saksische officieren en manschappen werden bij het Pruisische leger ingelijfd.